# Togo miniszterelnökeinek listája
| Időszak                                  | Kormányfő              | Párt                 |
| ---------------------------------------- | ---------------------- | -------------------- |
| A függetlenség előtt                     |                        |                      |
| 1956. szeptember 10. – 1958. február 22. | Nicolas Grunitzky      | PTP                  |
| 1958. február 22. – 1958. május 16.      | Nicolas Grunitzky      | PTP                  |
| 1958. május 16. – 1960. április 27.      | Sylvanus Olympio       | CUT                  |
| A függetlenség kikiáltásától             |                        |                      |
| 1960. április 27. – 1961. április 12.    | Sylvanus Olympio,      | CUT                  |
| 1961. április 12. – 1991. augusztus 27.  | a poszt megszüntetve   | a poszt megszüntetve |
| 1991. augusztus 27. – 1994. április 23.  | Joseph Kokou Koffigoh  | CFN                  |
| 1994. április 23. – 1996. augusztus 20.  | Edem Kodjo             | UTD                  |
| 1996. augusztus 20. – 1999. május 21.    | Kwassi Klutse          | RPT                  |
| 1999. május 21. – 2000. augusztus 31.    | Eugene Koffi Adoboli   | RPT                  |
| 2000. augusztus 31. – 2002. június 29.   | Agbeyome Kodjo         | RPT                  |
| 2002. június 29. – 2005. június 9.       | Koffi Sama             | RPT                  |
| 2005. június 9. – 2006. szeptember 20.   | Edem Kodjo             | CPP                  |
| 2006. szeptember 20. – 2007. december 3. | Yawovi Agboyibo        | CAR                  |
| 2007. december 3. – 2008. szeptember 5.  | Komlan Mally           | RPT                  |
| 2008. szeptember 8. – 2012               | Gilbert Houngbo        |                      |
| 2012. – 2015                             | Arthème Ahoomey-Zunu   |                      |
| 2015. – 2020.                            | Komi Sélom Klassou     |                      |
| 2020. – jelenleg is                      | Victoire Tomegah Dogbé |                      |

## Politikai hovatartozás
- CAR - Action Committee for Renewal
- CFN – Coordination of New Forces
- CPP – Patriotic Pan-African Convergence
- CUT – Committee of Togolese Unity
- PTP – Togolese Progress Party
- RPT – Rally of the Togolese People
- UTD – Togolese Union for Democracy